# Alfabetos bráhmicos
Los alfabetos bráhmicos o índicos son una familia de sistemas de escritura alfasilábicos usados en Asia meridional y en el Sudeste asiático continental (y antiguamente en Asia Central y el Sudeste asiático marítimo) llamados así porque todos descienden del antiguo alfabeto brahmi. Los silabarios individuales son conocidos como «escrituras bráhmicas» o «escrituras índicas». Estas escrituras son usadas en muchas lenguas, como las indoeuropeas, sino-tibetanas, mongólicas, drávidas, austroasiáticas, austronesias, tai, a veces la japónica y probablemente el coreano.

## Historia
Los silabarios bráhmicos descienden de la escritura brahmi de la antigua India. La primera fuente fidedigna es la inscripción Vikramkhol. Algunos estudiosos creen que se originó a partir del brahmi, o al menos fue inspirada por el alfabeto arameo. Otros especulan que pudo haber tenido un origen en el subcontinente indio, a través de la escritura del Indo. Esta familia puede, a su vez, derivar del cuneiforme sumerio o haberse desarrollado aislada de otras lenguas.
La más importante de la familia es el silabario devanagari, que se utiliza para escribir muchos idiomas de la India y Nepal, entre ellos el sánscrito, el hindi, el konkaní, el maratí, el nepalí y el nepal bhasa (‘idioma de Nepal’). Otras escrituras bráhmicas del Norte son el nagari del Este, que se emplea en el bengalí, asamés, bishnupriya manipuri y otras escrituras índicas del Este, el oriya, el guyaratí, el ranjana, el prachalit, el bhujimol, el modi y el gurmukhi.
Las lenguas drávidas, al sur de la India, tienen algunos aspectos de las escrituras bráhmicas, pero comparten muy pocas características estructurales del norte dando un punto a favor de la teoría de su origen aislado. Las primeras pruebas del silabario brahmi en el sur de la India provienen de Bhattiprolu, en el distrito de Guntur (en el estado de Andhra Pradesh). Durante el siglo III d. C., Bhattiprolu fue un bastión del budismo, que desde allí se irradió posteriormente al Asia Oriental. El presente télugu se obtiene a partir de la escritura bhattiprolu, también conocida como «escritura kannada-télugu», o «antigua escritura kannada», debido a su similitud con la misma.

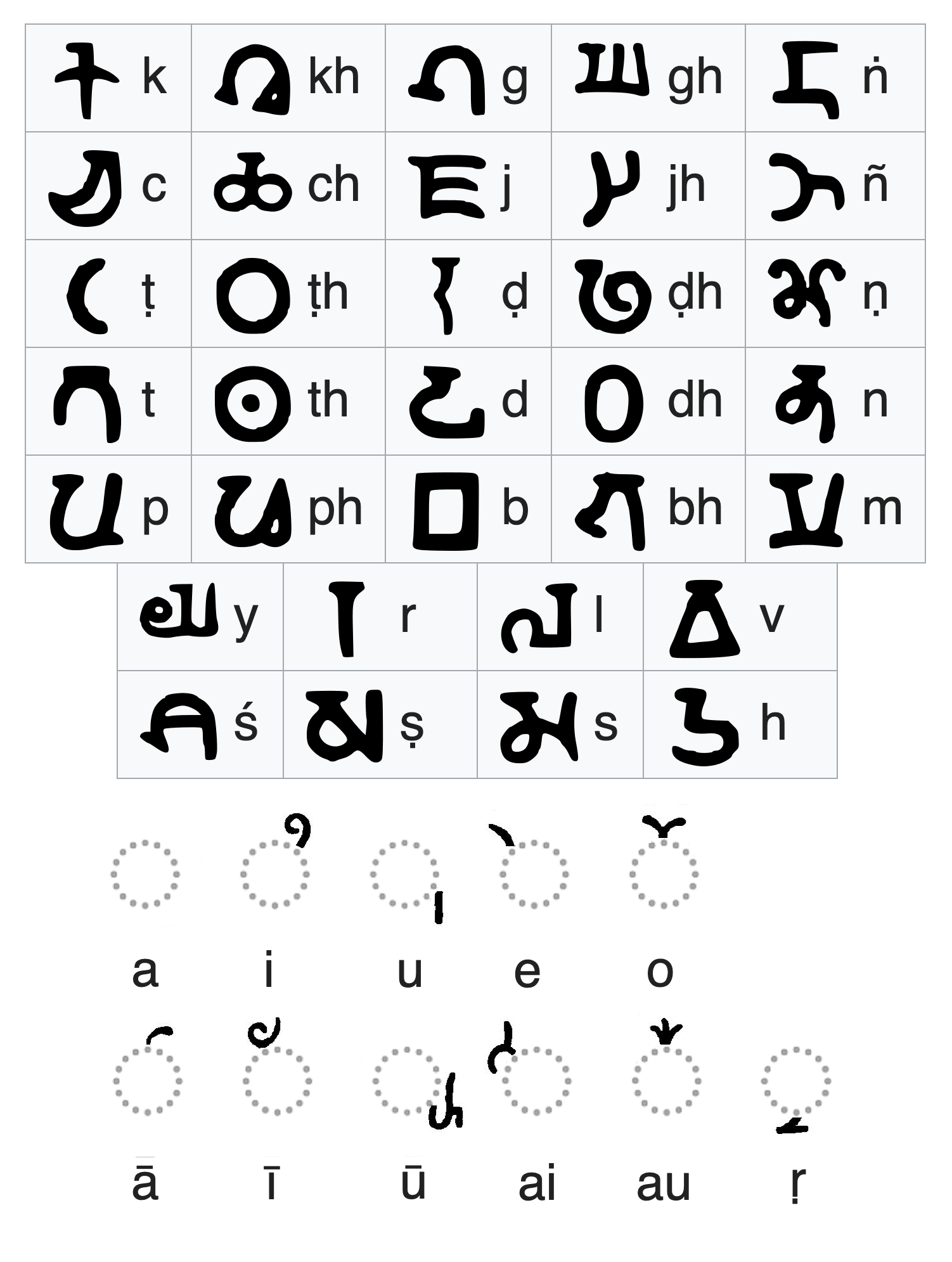
El alfabeto gupta, ejemplo temprano de la evolución del brahmi.
Nótese la distribución típica de letras presente en casi todos los alfabetos de la familia, con cinco filas y cinco columnas de consonantes relacionadas fonéticamente, más dos filas de consonantes sueltas.

Inicialmente se hicieron algunos cambios que ahora se denominan támil brahmi, el cual tiene menos letras que otras escrituras índicas, y carece de vocales aspiradas o consonantes sonoras. Después, bajo la influencia del Granta-vetteluthu evolucionó a lo que hoy es la escritura alfabeto malabar. Asimismo se introdujeron cambios en los siglos XIX y XX para poder emplear la imprenta y la máquina de escribir antes que la escritura.
El birmano, el camboyano, el laosiano, el tailandés, el javanés, el balinés y el tibetano también se escriben en escrituras bráhmicas, aunque cada uno las modificó para ajustarse a su fonología. El siddham (kanji: 悉昙, pronunciación japonesa moderna: shittan), fue una escritura importante en el budismo porque muchos Sutras se escribieron a mano, y el arte de la caligrafía siddham sobrevive en Japón. Esta zona estuvo dominada por gente de los reinos del Sur, y así evidencia que su lengua estaba influenciada más por esta lengua del sur (sin la línea que atraviesa la parte superior de las palabras).
Algunas características que no están presentes en todas las escrituras:
- Cada consonante tiene una vocal inherente que es generalmente una «a» corta (que en bengalí, oriya y en asamés se convirtió en una «o» corta debido a cambios fonéticos). Otras vocales se añaden al carácter. Una marca, conocida en sánscrito como virama/halant, se puede usar para indicar la ausencia de una vocal inherente.
- Cada vocal tiene dos formas, una forma independiente cuando no forma parte de una consonante, y una forma dependiente, cuando está vinculada a una consonante. Según sea la escritura, las formas dependientes pueden ser colocados a la izquierda, a la derecha, encima, debajo o a ambos lados de la consonante base.
- Las consonantes (hasta cinco en devánagari) se pueden combinar en las ligaduras. Se añaden marcas especiales para indicar la combinación de «r» con otra consonante.
- La nasalización y la aspiración de una consonante dependiente de la vocal es destacada también en los signos separados.
- El orden alfabético tradicional se puede resumir de la siguiente manera: vocales, consonantes velares, consonantes palatales, consonantes retroflejas, consonantes dentales, consonantes bilabiales, aproximantes, sibilantes y otras consonantes. Cada agrupación tenía cuatro consonantes oclusivas (con los cuatro valores posibles de sonoridad y aspiración), y una consonante nasal.

Muchas lenguas bráhmicas se escriben en el alfabeto latino, sobre todo en beneficio de los hablantes no nativos o para usarlas en programas de computación sin soporte para las mencionadas escrituras. El profesor Gari Ledyard ha lanzado la hipótesis de que el hangul utilizado para escribir coreano se basa en la escritura mongol phagspa, un descendiente de la familia a través del tibetano bráhmico.

## Cuadro comparativo

### Consonantes
| NL | AFI | Dev | Ben | Gur | Guy | Ori | Tam | Tel | Can | Mal | Cin | Tib | Tai | Bir | Cam | Lao |
| -- | --- | --- | --- | --- | --- | --- | --- | --- | --- | --- | --- | --- | --- | --- | --- | --- |
| k  | k   | क   | ক   | ਕ   | ક   | କ   | க   | క   | ಕ   | ക   | ක   | ཀ   | ก   | က   | ក   | ກ   |
| kh | kʰ  | ख   | খ   | ਖ   | ખ   | ଖ   |     | ఖ   | ಖ   | ഖ   | ඛ   | ཁ   | ข   | ခ   | ខ   | ຂ   |
| g  | ɡ   | ग   | গ   | ਗ   | ગ   | ଗ   |     | గ   | ಗ   | ഗ   | ග   | ག   | ค   | ဂ   | គ   |     |
| gh | ɡʱ  | घ   | ঘ   | ਘ   | ઘ   | ଘ   |     | ఘ   | ಘ   | ഘ   | ඝ   |     | ฆ   | ဃ   | ឃ   | ຄ   |
| ṅ  | ŋ   | ङ   | ঙ   | ਙ   | ઙ   | ଙ   | ங   | ఙ   | ಙ   | ങ   | ඞ   | ང   | ง   | င   | ង   | ງ   |
| c  | c   | च   | চ   | ਚ   | ચ   | ଚ   | ச   | చ   | ಚ   | ച   | ච   | ཅ   | จ   | စ   | ច   | ຈ   |
| ch | cʰ  | छ   | ছ   | ਛ   | છ   | ଛ   |     | ఛ   | ಛ   | ഛ   | ඡ   | ཆ   | ฉ   | ဆ   | ឆ   | ສ   |
| j  | ɟ   | ज   | জ   | ਜ   | જ   | ଜ   | ஜ   | జ   | ಜ   | ജ   | ජ   | ཇ   | ช   | ဇ   | ជ   | ຊ   |
| jh | ɟʱ  | झ   | ঝ   | ਝ   | ઝ   | ଝ   |     | ఝ   | ಝ   | ഝ   | ඣ   |     | ฌ   | ဈ   | ឈ   |     |
| ñ  | ɲ   | ञ   | ঞ   | ਞ   | ઞ   | ଞ   | ஞ   | ఞ   | ಞ   | ഞ   | ඤ   | ཉ   | ญ   | ဉ/ည | ញ   | ຍ   |
| ṭ  | ʈ   | ट   | ট   | ਟ   | ટ   | ଟ   | ட   | ట   | ಟ   | ട   | ට   | ཊ   | ฏ   | ဋ   | ដ   |     |
| ṭh | ʈʰ  | ठ   | ঠ   | ਠ   | ઠ   | ଠ   |     | ఠ   | ಠ   | ഠ   | ඨ   | ཋ   | ฐ   | ဌ   | ឋ   |     |
| ḍ  | ɖ   | ड   | ড   | ਡ   | ડ   | ଡ   |     | డ   | ಡ   | ഡ   | ඩ   | ཌ   | ฑ   | ဍ   | ឌ   |     |
| ḍh | ɖʱ  | ढ   | ঢ   | ਢ   | ઢ   | ଢ   |     | ఢ   | ಢ   | ഢ   | ඪ   |     | ฒ   | ဎ   | ឍ   |     |
| ṇ  | ɳ   | ण   | ণ   | ਣ   | ણ   | ଣ   | ண   | ణ   | ಣ   | ണ   | ණ   | ཎ   | ณ   | ဏ   | ណ   |     |
| t  | t̺   | त   | ত   | ਤ   | ત   | ତ   | த   | త   | ತ   | ത   | ත   | ཏ   | ต   | တ   | ត   | ຕ   |
| th | t̺ʰ  | थ   | থ   | ਥ   | થ   | ଥ   |     | థ   | ಥ   | ഥ   | ථ   | ཐ   | ถ   | ထ   | ថ   | ຖ   |
| d  | d̺   | द   | দ   | ਦ   | દ   | ଦ   |     | ద   | ದ   | ദ   | ද   | ད   | ท   | ဒ   | ទ   | ທ   |
| dh | d̺ʰ  | ध   | ধ   | ਧ   | ધ   | ଧ   |     | ధ   | ಧ   | ധ   | ධ   |     | ธ   | ဓ   | ធ   |     |
| n  | n   | न   | ন   | ਨ   | ન   | ନ   | ந   | న   | ನ   | ന   | න   | ན   | น   | န   | ន   | ນ   |
| ṉ  | n   | ऩ   |     |     |     |     | ன   |     |     |     |     |     |     | ဏ   |     |     |
| p  | p   | प   | প   | ਪ   | પ   | ପ   | ப   | ప   | ಪ   | പ   | ප   | པ   | ป   | ပ   | ប   | ປ   |
| ph | pʰ  | फ   | ফ   | ਫ   | ફ   | ଫ   |     | ఫ   | ಫ   | ഫ   | ඵ   | ཕ   | ผ   | ဖ   | ផ   | ຜ   |
| b  | b   | ब   | ব   | ਬ   | બ   | ବ   |     | బ   | ಬ   | ബ   | බ   | བ   | พ   | ဗ   | ព   | ຟ   |
| bh | bʱ  | भ   | ভ   | ਭ   | ભ   | ଭ   |     | భ   | ಭ   | ഭ   | භ   |     | ภ   | ဘ   | ភ   | ພ   |
| m  | m   | म   | ম   | ਮ   | મ   | ମ   | ம   | మ   | ಮ   | മ   | ම   | མ   | ม   | မ   | ម   | ມ   |
| y  | j   | य   | য   | ਯ   | ય   | ଯ   | ய   | య   | ಯ   | യ   | ය   | ཡ   | ย   | ယ   | យ   | ຢ   |
| r  | r   | र   | র/ৰ | ਰ   | ર   | ର   | ர   | ర   | ರ   | ര   | ර   | ར   | ร   | ရ   | រ   | ຣ   |
| ṟ  | r   | ऱ   |     |     |     |     | ற   | ఱ   | ಱ   | റ   |     |     |     | ၒ   |     |     |
| l  | l   | ल   | ল   | ਲ   | લ   | ଲ   | ல   | ల   | ಲ   | ല   | ල   | ལ   | ล   | လ   | ល   | ລ   |
| ḷ  | ɭ   | ळ   |     | ਲ਼   | ળ   | ଳ   | ள   | ళ   | ಳ   | ള   | ළ   |     |     | ဠ   |     |     |
| ḻ  | ɻ   | ऴ   |     |     |     |     | ழ   |     | ೞ   | ഴ   |     |     |     | ၔ   |     |     |
| v  | ʋ   | व   | ৱ   | ਵ   | વ   |     | வ   | వ   | ವ   | വ   | ව   | ཝ   | ว   | ဝ   | វ   | ວ   |
| ś  | ɕ   | श   | শ   | ਸ਼   | શ   | ଶ   |     | శ   | ಶ   | ശ   | ශ   | ཤ   | ศ   | ၐ   | ឝ   |     |
| ṣ  | ʂ   | ष   | ষ   |     | ષ   | ଷ   | ஷ   | ష   | ಷ   | ഷ   | ෂ   | ཥ   | ษ   | ၑ   | ឞ   |     |
| s  | s   | स   | স   | ਸ   | સ   | ସ   | ஸ   | స   | ಸ   | സ   | ස   | ས   | ส   | သ   | ស   |     |
| h  | h   | ह   | হ   | ਹ   | હ   | ହ   | ஹ   | హ   | ಹ   | ഹ   | හ   | ཧ   | ห   | ဟ   | ហ   | ຫ   |

### Vocales
| NLAC | IPA | Devanāgarī | Devanāgarī | Bengalí | Bengalí | Gurmukhī | Gurmukhī | Gujarati | Gujarati | Oriya | Oriya | Tamil | Tamil | Télugu | Télugu | Canarés | Canarés | Malabar | Malabar | Cingalés | Cingalés | Tibetano | Tibetano | Birmano | Birmano |
| ---- | --- | ---------- | ---------- | ------- | ------- | -------- | -------- | -------- | -------- | ----- | ----- | ----- | ----- | ------ | ------ | ------- | ------- | ------- | ------- | -------- | -------- | -------- | -------- | ------- | ------- |
| a    | ə   | अ          |            | অ       |         | ਅ        |          | અ        |          | ଅ     |       | அ     | க     | అ      |        | ಅ       |         | അ       | ക       | අ        | ක        | ཨ        |          | အ       | က       |
| ā    | ɑː  | आ          | का          | আ       | কা       | ਆ        | ਕਾ        | આ        | કા        | ଆ     | କା     | ஆ     | கா     | ఆ      | కా      | ಆ       | ಕಾ       | ആ       | കാ       | ආ        | කා        | ཨཱ        | ཀཱ        | အာ       | ကာ       |
| æ    |     |            |            |         |         |          |          |          |          |       |       |       |       |        |        |         |         |         |         | ඇ        | කැ        |          |          |         |         |
| ǣ    |     |            |            |         |         |          |          |          |          |       |       |       |       |        |        |         |         |         |         | ඈ        | කෑ        |          |          |         |         |
| i    | i   | इ          | कि          | ই       | কি       | ਇ        | ਕਿ        | ઇ        | કિ        | ଇ     | କି     | இ     | கி     | ఇ      | కి      | ಇ       | ಕಿ       | ഇ       | കി       | ඉ        | කි        | ཨི        | ཀི        | ဣ       | ကိ       |
| ī    | iː  | ई          | की          | ঈ       | কী       | ਈ        | ਕੀ        | ઈ        | કી        | ଈ     | କୀ     | ஈ     | கீ     | ఈ      | కీ      | ಈ       | ಕೀ       | ഈ       | കീ       | ඊ        | කී        | ཨཱི        | ཀཱི        | ဤ       | ကီ       |
| u    | u   | उ          | कु          | উ       | কু       | ਉ        | ਕੁ        | ઉ        | કુ        | ଉ     | କୁ     | உ     | கு     | ఉ      | కు      | ಉ       | ಕು       | ഉ       | കു       | උ        | කු        | ཨུ        | ཀུ        | ဥ       | ကု       |
| ū    | uː  | ऊ          | कू          | ঊ       | কূ       | ਊ        | ਕੂ        | ઊ        | કૂ        | ଊ     | କୂ     | ஊ     | கூ     | ఊ      | కూ      | ಊ       | ಕೂ       | ഊ       | കൂ       | ඌ        | කූ        | ཨཱུ        | ཀཱུ        | ဦ       | ကူ       |
| e    | e   | ऎ          | कॆ          |         |         |          |          |          |          |       |       | எ     | கெ     | ఎ      | కె      | ಎ       | ಕೆ       | എ       | കെ       | එ        | කෙ        |          |          | ဧ       | ကေ       |
| ē    | eː  | ए          | के          | এ       | কে       | ਏ        | ਕੇ        | એ        | કે        | ଏ     | କେ     | ஏ     | கே     | ఏ      | కే      | ಏ       | ಕೇ       | ഏ       | കേ       | ඒ        | කේ        | ཨེ        | ཀེ        | အေး       | ကေး       |
| ai   | ai  | ऐ          | कै          | ঐ       | কৈ       | ਐ        | ਕੈ        | ઐ        | કૈ        | ଐ     | କୈ     | ஐ     | கை     | ఐ      | కై      | ಐ       | ಕೈ       | ഐ       | കൈ       | ඓ        | කෛ        | ཨཻ        | ཀཻ        |         |         |
| o    | o   | ऒ          | कॊ          |         |         |          |          |          |          |       |       | ஒ     | கொ     | ఒ      | కొ      | ಒ       | ಕೊ       | ഒ       | കൊ       | ඔ        | කො        |          |          | ဩ       | ကော       |
| ō    | oː  | ओ          | को          | ও       | কো       | ਓ        | ਕੋ        | ઓ        | કો        | ଓ     | କୋ     | ஓ     | கோ     | ఓ      | కో      | ಓ       | ಕೋ       | ഓ       | കോ       | ඕ        | කෝ        | ཨོ        | ཀོ        |         |         |
| au   | au  | औ          | कौ          | ঔ       | কৌ       | ਔ        | ਕੌ        | ઔ        | કૌ        | ଔ     | କୌ     | ஔ     | கௌ     | ఔ      | కౌ      | ಔ       | ಕೌ       | ഔ       | കൗ       | ඖ        | කෞ        | ཨཽ        | ཀཽ        | ဪ       | ကော်       |
| ṛ    | r̩   | ऋ          | कृ          | ঋ       | কৃ       |          |          | ઋ        | કૃ        | ଋ     | କୃ     |       |       | ఋ      | కృ      | ಋ       | ಕೃ       | ഋ       | കൃ       | ඍ        | කෘ        | རྀ        | ཀྲྀ        | ၒ       | ကၖ       |
| ṝ    | r̩ː  | ॠ          | कॄ          | ৠ       | কৄ       |          |          | ૠ        | કૄ        | ୠ     |       |       |       | ౠ      |        |         |         | ൠ       |         | ඎ        | කෲ        | རཱྀ        | ཀཷ        | ၓ       | ကၗ       |
| ḷ    | l̩   | ऌ          | कॢ          | ঌ       | কৢ       |          |          |          |          | ଌ     |       |       |       | ఌ      | కౄ      | ಌ       |         | ഌ       | ക്ഌ      | (ඏ)      |          | ལྀ        | ཀླྀ        | ၔ       | ကၘ       |
| ḹ    | l̩ː  | ॡ          | कॣ          | ৡ       | কৣ       |          |          |          |          | ୡ     |       |       |       | ౡ      |        | ೡ       |         | ൡ       | ക്ൡ      | (ඐ)      |          | ལཱྀ        | ཀླཱྀ        | ၕ       | ကၙ       |

| Número | Devanagari | Bengalí | Gurmukhi | Guyarati | Oriya | Támil | Télugu | Canarés | Malabar | Tibetano | Birmano |
| ------ | ---------- | ------- | -------- | -------- | ----- | ----- | ------ | ------- | ------- | -------- | ------- |
| 0      | ०          | ০       | ੦        | ૦        | ୦     | ೦     | ౦      | ೦       | ൦       | ༠        | ၀       |
| 1      | १          | ১       | ੧        | ૧        | ୧     | ௧     | ౧      | ೧       | ൧       | ༡        | ၁       |
| 2      | २          | ২       | ੨        | ૨        | ୨     | ௨     | ౨      | ೨       | ൨       | ༢        | ၂       |
| 3      | ३          | ৩       | ੩        | ૩        | ୩     | ௩     | ౩      | ೩       | ൩       | ༣        | ၃       |
| 4      | ४          | ৪       | ੪        | ૪        | ୪     | ௪     | ౪      | ೪       | ൪       | ༤        | ၄       |
| 5      | ५          | ৫       | ੫        | ૫        | ୫     | ௫     | ౫      | ೫       | ൫       | ༥        | ၅       |
| 6      | ६          | ৬       | ੬        | ૬        | ୬     | ௬     | ౬      | ೬       | ൬       | ༦        | ၆       |
| 7      | ७          | ৭       | ੭        | ૭        | ୭     | ௭     | ౭      | ೭       | ൭       | ༧        | ၇       |
| 8      | ८          | ৮       | ੮        | ૮        | ୮     | ௮     | ౮      | ೮       | ൮       | ༨        | ၈       |
| 9      | ९          | ৯       | ੯        | ૯        | ୯     | ௯     | ౯      | ೯       | ൯       | ༩        | ၉       |

## Genealogía

### Septentrionales
- Alfabeto gupta, siglo V
  - Sharada, siglo VIII
    - Gurmují, siglo XIV
    - Landa, siglo X
      - Khojki, siglo XVI
      - Khudabadi, 1550
      - Mahajani
      - Multani

    - Takri

  - Siddham, siglo VII
    -       - Anga Lipi, 720
      - Asamés, siglo XIII
      - Bengalí
      - Tirhuta, siglo XV

    - Tibetano, siglo VII
      - Lepcha
        - Limbu

      - 'Phags-pa, siglo XIII

  - Nagari, siglo VIII
    - Devanagari, siglo XIII
      - Guyaratí, siglo XVI
      - Modi, siglo XVII

    - Kaithi, siglo XVI
    - Nandinagari, siglo VIII
    - Sylheti Nagari, siglo XVI

  - Bhaiksuki
- Alfabeto nepalí
  - Bhujimol, siglo VI
  - Ranjana, siglo XII
    - Soyombo, siglo XVII

  - Prachalit
- Alfabeto tocario, siglo VII
- Meetei Mayek
- Alfabeto oriya, siglo X

### Meridionales
- Tamil-Brahmi
  - Tamil
  - Vatteluttu
    - Saurashtra

  - Kolezhuthu
  - Malayanma
  - Pallava
    - Grantha
      - Goykanadi
      - Cham
      - Tigalari
      - Malabar
      - Cingalés
      - Dhives akuru
        - Thaana

    - Kawi
      - Balinés
      - Batak
      - Baybayin
      - Kulitan
      - Buhid
      - Hanunó'o
      - Javanés
      - Lontara
      - Sondanés
      - Rencong
      - Rejang
      - Tagbanwa

    - Camboyano
      - Tailandés
      - Laosiano

    - Alfabeto mon
      - Ahom
      - birmano
      - Tai Tham
        - New Tai Lue

    - Tai Le

  - Kadamba, s. V
    - Halegannada
      - Canarés, s. V
      - Pyu
        - birmano
          - S'gaw Karen
          - Shan
- Alfabeto bhattiprolu
  - Telugu, s. IX